# Lyssomanes elongatus
Lyssomanes elongatus är en spindelart som beskrevs av Galiano 1980. Lyssomanes elongatus ingår i släktet Lyssomanes och familjen hoppspindlar. Inga underarter finns listade i Catalogue of Life.